# جیمز مردیث
جیمز مردیث (انگلیسی: James Meredith؛ زادهٔ ۴ آوریل ۱۹۸۸) بازیکن فوتبال اهل استرالیا است.
از باشگاه‌هایی که در آن بازی کرده‌است می‌توان به باشگاه فوتبال برادفورد سیتی، باشگاه فوتبال اسلایگو راورز، باشگاه فوتبال چسترفیلد، باشگاه فوتبال شروزبری تاون، باشگاه فوتبال دربی کانتی، باشگاه فوتبال کمبریج یونایتد، باشگاه فوتبال یورک سیتی و باشگاه فوتبال تلفورد یونایتد اشاره کرد.
وی همچنین در تیم‌های ملی فوتبال استرالیا بازی کرده‌است.